# 馬堀駅

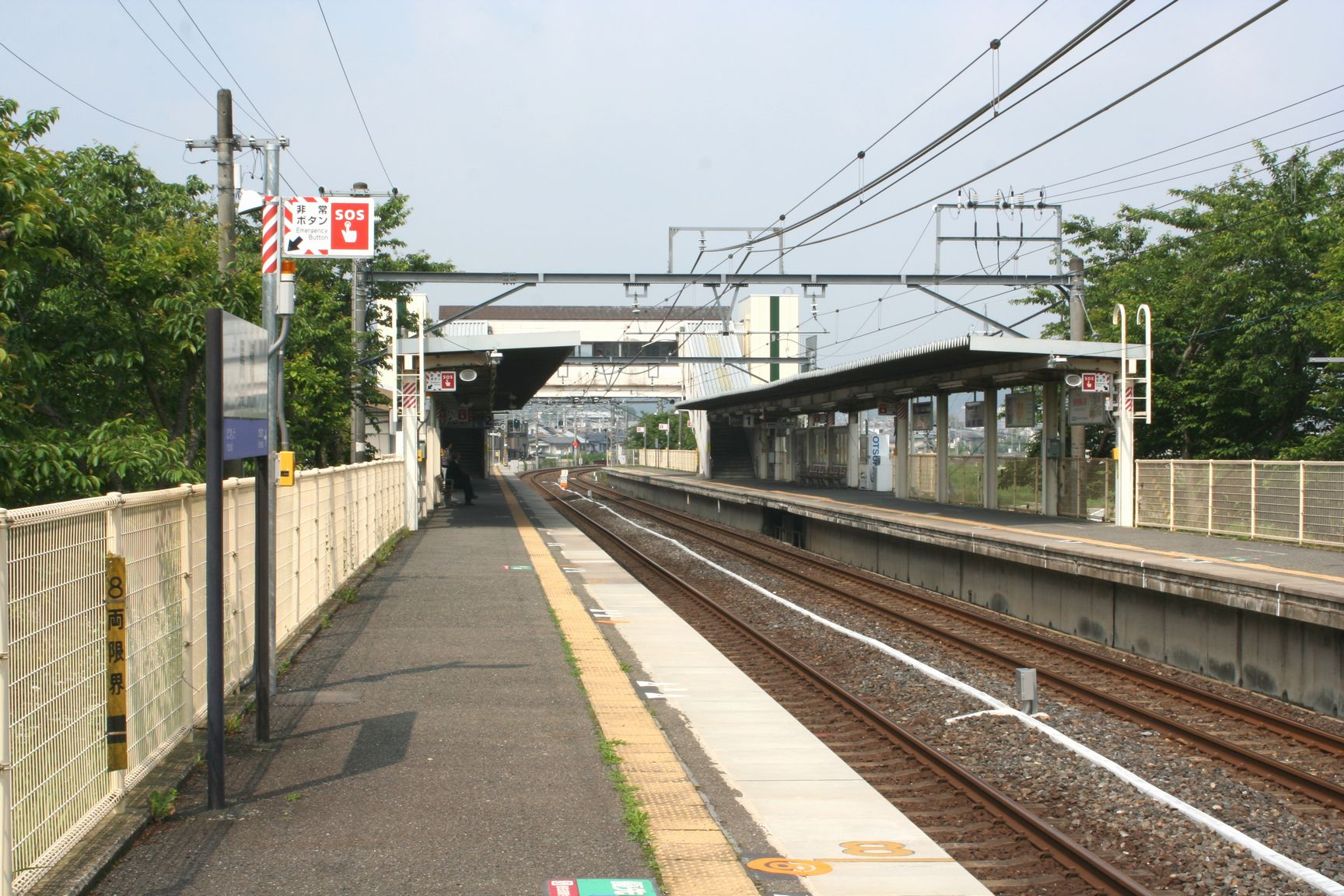
ホーム（2011年6月）

馬堀駅（うまほりえき）は、京都府亀岡市篠町馬堀六ノ坪にある、西日本旅客鉄道（JR西日本）山陰本線の駅である。駅番号はJR-E10。「嵯峨野線」の愛称区間に含まれている。
当駅から線路沿いに東方500メートルの地点に嵯峨野観光鉄道嵯峨野観光線のトロッコ亀岡駅がある。

## 歴史
- 1935年（昭和10年）7月20日：鉄道省山陰本線の松尾山信号場（現在のトロッコ保津峡駅） - 亀岡駅間に新設開業。京都 - 福知山間の各駅と大阪駅に発着する旅客のみ取扱い[3]。
- 1949年（昭和24年）10月15日：同日より手荷物・小荷物の取り扱いを開始し、旅客取扱区間の制限を撤廃[4]。
- 1963年（昭和38年）7月：駅舎改築[5]。
- 1971年（昭和46年）12月1日：荷物扱い廃止[2]。
- 1973年（昭和48年）4月19日：午前7時25分ごろ馬堀駅を出発しようとした亀岡発京都行き気動車9連の運転士が信号を見落として出発し、引込み線に進入、車止めに衝突、前2両が脱線した。復旧は午前9時30分までかかり朝の通勤通学輸送に大きく影響、また特急4本・急行5本・貨物列車4本が運休した[6]。
- 1975年（昭和50年）4月：利用客のタバコの不始末により、駅舎が半焼[5]。
- 1976年（昭和51年）4月14日：鉄筋コンクリート造の駅舎に改築[5]。
- 1987年（昭和62年）4月1日：国鉄分割民営化により、西日本旅客鉄道（JR西日本）の駅となる[2]。
- 1988年（昭和63年）3月13日：路線愛称の制定により、「嵯峨野線」の愛称を使用開始。
- 1989年（平成元年）3月5日：嵯峨駅（現在の嵯峨嵐山駅）から当駅まで複線の新線に切り替え[7]。旧駅の北側になる現在の場所に移転[7]。
- 1992年（平成4年）11月1日：みどりの窓口営業開始。
- 1998年（平成10年）9月22日：自動改札機を設置し、供用開始[8]。
- 2003年（平成15年）11月1日：ICカード「ICOCA」の利用が可能となる。
- 2008年（平成20年）12月14日：当駅から亀岡駅まで複線化。交換設備廃止。
- 2018年（平成30年）3月17日：駅ナンバリングが導入され、使用を開始する。
- 2024年（令和6年）11月30日：みどりの窓口の営業を終了[9]。

## 駅構造
1989年に山陰本線の嵯峨駅（現：嵯峨嵐山駅）－馬堀駅間が、現在使用されている線路に切り替わった。旧線の馬堀駅は、現駅よりも南側に位置していた。切り替え直後に撮影された写真を見ると、旧駅のプラットホームは曲線に位置していた。切り替え直後には、旧駅跡地の一部が自転車駐輪場として使用されていた。現駅の完成直後には、駅舎の南側は階段状になっていて、隣接道路とつながっていたが、その後に整備された駅前広場は、駅舎との段差が無く、盛土が実施されたと思われる。旧駅跡地は再開発され、現在では痕跡を見つけることが難しい。山陰本線の旧線は、1991年から嵯峨野観光鉄道嵯峨野観光線として使用されているが、同線が発着しているトロッコ亀岡駅は、旧馬堀駅とは全く別の場所である。
相対式ホーム2面2線を持つ地上駅。2008年12月に亀岡駅までの複線化が完成したことに伴い、分岐器や絶対信号機がない停留所となった。
改札口は南側にある駅本屋内に1か所。駅本屋側が2番のりばであり、1番のりばへは跨線橋で連絡している。跨線橋とホームはエレベーター、階段で連絡している。駅舎への出入口は駅前広場に面した南側に設けられている。トイレは2番のりば西寄りの跨線橋と改札口の間にあり、男女別・車椅子対応で水洗式。
ホームには周囲に桜並木が植樹されており春には桜の花で構内を彩っている。
亀岡駅が管理し、JR西日本交通サービスが駅業務を受託する業務委託駅である。かつては無人駅であったが、周辺の1960年代からの宅地開発に伴う利用客数の増加に伴い有人駅化されている。ICOCA利用可能駅（相互利用可能ICカードはICOCAの項を参照）。

### のりば
| のりば | 路線     | 方向 | 行先                     |
| ------ | -------- | ---- | ------------------------ |
| 1      | 嵯峨野線 | 上り | 嵯峨嵐山・二条・京都方面 |
| 2      | 嵯峨野線 | 下り | 亀岡・園部・福知山方面   |

- 上表の路線名は旅客案内上の名称（愛称）で表記している。

## 利用状況
2023年（令和5年）度の1日当たりの利用者数は8,446人である。
京都などのベッドタウンである場所柄、駅規模に比較して利用客が非常に多く時間帯によっては京都方面への列車は相当な混雑になる。また、最寄りに嵯峨野観光線の終点トロッコ亀岡駅があるため観光客の利用も多く、周辺住民からは快速の停車を希望する声が少なくない。
1日平均乗車人員は次のとおり。
| 年度   | 1日平均 乗車人員 |
| ------ | ---------------- |
| 1999年 | 4,595            |
| 2000年 | 4,625            |
| 2001年 | 4,630            |
| 2002年 | 4,605            |
| 2003年 | 4,627            |
| 2004年 | 4,668            |
| 2005年 | 4,636            |
| 2006年 | 4,690            |
| 2007年 | 4,702            |
| 2008年 | 4,677            |
| 2009年 | 4,559            |
| 2010年 | 4,488            |
| 2011年 | 4,525            |
| 2012年 | 4,600            |
| 2013年 | 4,666            |
| 2014年 | 4,638            |
| 2015年 | 4,732            |
| 2016年 | 4,710            |
| 2017年 | 4,756            |
| 2018年 | 4,740            |
| 2019年 | 4,672            |
| 2020年 | 3,376            |
| 2021年 | 3,570            |
| 2022年 | 3,929            |

## 駅周辺
- 徳寿院
- 篠村八幡宮
- 桑田神社
- 王子神社
- 保津峡
- 亀岡市立図書館馬堀分館
- 亀岡市立病院
- 医療法人社団瀬尾医院
- 亀岡市立詳徳中学校
- 亀岡市立安詳小学校
- 亀岡市立詳徳小学校
- アル・プラザ亀岡
- スーパーマツモト ベルタウン馬堀
- 京都北都信用金庫馬堀支店
- 国道9号（山陰道）
- 旧山陰道（京都府道402号王子並河線） - 通称・異人道

## バス路線
- 京阪京都交通
  - 34系統：穴太寺前
  - 35系統：南つつじヶ丘循環
  - 36系統：亀岡駅
- 亀岡市コミュニティバス（篠地区）
  - C300系統：亀岡市立病院
  - C300系統：牧田
  - C301系統・C302系統：牧田方面循環

## 隣の駅
西日本旅客鉄道（JR西日本）
 嵯峨野線（山陰本線）
■快速
通過
■普通
保津峡駅 (JR-E09) - 馬堀駅 (JR-E10) - 亀岡駅 (JR-E11)